# ライオネル・スタンダー
ライオネル・スタンダー（Lionel Jay Stander, 1908年1月11日 - 1994年11月30日）は、アメリカ合衆国の俳優。

## 来歴
ニューヨーク・ブロンクス出身。ロシア系ユダヤ人の子孫。ノースカロライナ大学チャペルヒル校卒業。
10代の頃からサイレント映画にエキストラ出演していた。1928年に俳優デビュー、1932年に映画初出演。ラジオドラマにも多く出演した。
しかし、映画俳優組合の幹部として積極的に活動していた事から、1940年代後半に吹き荒れたマッカーシズムの時代、非米活動委員会にマークされる事となり、さらに同委員会での証言を拒否した事から、ブラックリストに名前が掲載され、ハリウッドを追われた。
その後はローマに住居を構え、ヨーロッパの映画（特にイタリア映画）を中心に出演した。
1970年代、再びアメリカに戻りハリウッドに復帰、テレビドラマ『探偵ハート&ハート』にレギュラー出演、第40回ゴールデングローブ賞助演男優賞（テレビ部門）を受賞した。
1994年11月30日、肝臓癌のため死去、86歳。

## 主な出演作品
- 生きているモレア The Scoundrel (1935)
- 夢の並木道 If You Could Only Cook (1935)
- ロイドの牛乳屋 The Milky Way (1936)
- オペラハット Mr. Deeds Goes to Town (1936)
- 完全犯罪 Meet Nero Wolfe (1936)
- 彼と女秘書 More Than a Secretary (1936)
- スタア誕生 A Star Is Born (1937)
- 腰ぬけ連盟 The League of Frightened Men (1937)
- 最後のギャング The Last Gangster (1937)
- 群衆は叫ぶ The Crowd Roars (1938)
- 死刑執行人もまた死す Hangmen Also Die! (1943)
- ガダルカナル・ダイアリー Guadalcanal Diary (1943)
- ダニー・ケイの牛乳屋 The Kid From Brooklyn (1946)
- 薔薇の精 Specter of the Rose (1946)
- ハロルド・ディドルボックの罪 The Sin of Harold Diddlebock (1947)
- 出獄 Call Northside 777 (1948)
- 殺人幻想曲 Unfaithfully Yours (1948)
- のぞき Promise Her Anything (1964)
- 袋小路 Cul-de-sac (1966)
- 新・黄金の七人7×7 Sette volte sette (1968)
- 風の無法者 Al di là della legge (1968)
- 殺しのダンディー A Dandy in Aspic (1968)
- ウエスタン C'era una volta il West / Once Upon a Time in the West (1968)
- 悪の紳士録 Pulp (1972)
- 宝島 Treasure Island (1972)
- ダーティウィークエンド Mordi e fuggi (1973)
- あゝ情熱 Paolo il caldo (1973)
- カサンドラ・クロス The Cassandra Crossing (1976)
- ニューヨーク・ニューヨーク New York, New York (1977)
- マチルダ Matilda (1978)
- 大竜巻/サメの海へ突っ込んだ旅客機 Cyclone (1978)
- 1941 1941 (1979)
- 探偵ハート&ハート Hart to Hart (1979 - 1984) テレビドラマ
- トランスフォーマー ザ・ムービー The Transformers: The Movie (1986) アニメ映画、声の出演
- おばあちゃんは魔女 Wicked Stepmother (1989)
- 私のパパはマフィアの首領 Cookie (1989)